# Singapore Cup 2011
Der Singapore Cup 2011, aus Sponsorengründen auch als  RHB Singapore Cup bekannt, war die 14. Austragung des Fußball-Pokalwettbewerbs für singapurische Vereinsmannschaften und geladene Mannschaften. In dieser Saison nahmen insgesamt 16 Mannschaften teil. 2010 gewann der Bangkok Glass FC den Titel.

## Teilnehmer
Insgesamt nahmen 16 Mannschaften teil, zwölf Vereine aus der S. League sowie vier eingeladene Vereine aus Australien, Thailand, Kambodscha und Myanmar.
| S. League 12 Vereine der S. League | Eingeladene Vereine |
| - Albirex Niigata (Singapur) - Balestier Khalsa - Étoile FC - Geylang United - Gombak United - Harimau Muda B - Home United - Hougang United - Singapore Armed Forces FC - Tampines Rovers - Tanjong Pagar United - Woodlands Wellington | Aus Thailand - Pattaya United FC Aus Australien - South Melbourne FC Aus Kambodscha - Phnom Penh Crown Aus Myanmar - Okktha United |

## Vorrunde
| Datum         |                           | Ergebnis |                            |
| ------------- | ------------------------- | -------- | -------------------------- |
| 10. Juni 2011 | Hougang United            | 1:0      | Harimau Muda B             |
| 11. Juni 2011 | Gombak United             | 2:1      | Balestier Khalsa           |
| 12. Juni 2011 | South Melbourne FC        | 0:3      | Albirex Niigata (Singapur) |
| 13. Juni 2011 | Geylang United            | 1:2      | Tampines Rovers            |
| 14. Juni 2011 | Home United               | 5:1      | Woodlands Wellington       |
| 15. Juni 2011 | Étoile FC                 | 2:0      | Tanjong Pagar United       |
| 16. Juni 2011 | Singapore Armed Forces FC | 4:0      | Phnom Penh Crown           |
| 17. Juni 2011 | Pattaya United FC         | 1:2      | Okktha United              |

## Viertelfinale
| Datum               |                           | Gesamt          |                            | Hinspiel | Rückspiel |
| ------------------- | ------------------------- | --------------- | -------------------------- | -------- | --------- |
| 14./18. August 2011 | Tampines Rovers           | 3:3 (2:4 i. E.) | Home United                | 3:3      | 0:0 n. V. |
| 14./18. August 2011 | Singapore Armed Forces FC | 2:2 (4:5 i. E.) | Albirex Niigata (Singapur) | 0:0      | 2:2 n. V. |
| 16./19. August 2011 | Hougang United            | 4:3             | Okktha United              | 3:0      | 1:3       |
| 17./20. August 2011 | Gombak United             | 1:4             | Étoile FC                  | 0:1      | 1:3       |

## Halbfinale
| Datum                  |                            | Gesamt |                | Hinspiel | Rückspiel |
| ---------------------- | -------------------------- | ------ | -------------- | -------- | --------- |
| 19./22. September 2011 | Home United                | 2:1    | Étoile FC      | 1:1      | 1:0       |
| 20./23. September 2011 | Albirex Niigata (Singapur) | 5:4    | Hougang United | 2:2      | 3:2       |

## Spiel um Platz 3
| Datum             |           | Ergebnis |                |
| ----------------- | --------- | -------- | -------------- |
| 19. November 2011 | Étoile FC | 3:0      | Hougang United |

| Paarung  | Étoile FC – Hougang United                                                |
| Ergebnis | 3:0 (1:0)                                                                 |
| Datum    | 19. November 2011                                                         |
| Stadion  | Jalan Besar Stadium, Singapur                                             |
| Tore     | 1:0 Kamel Chaaouane (3.) 2:0 Franklin Anzité (53.) 3:0 Théo Raymond (68.) |

## Finale
| Datum             |             | Ergebnis  |                            |
| ----------------- | ----------- | --------- | -------------------------- |
| 14. November 2010 | Home United | 1:0 n. V. | Albirex Niigata (Singapur) |

| Paarung  | Home United – Albirex Niigata (Singapur) |
| Ergebnis | 1:0 n. V.                                |
| Datum    | 19. November 2011                        |
| Stadion  | Jalan Besar Stadium, Singapur            |
| Tore     | 1:0 Frédéric Mendy (118.)                |

| Sieger Singapore Cup 2011 Home United |
| - Lionel Lewis - Kenji Arai - Juma'at Jantan - Valery Hiek - Jiayi Shi - Rosman Sulaiman - Isa Halim - Firdaus Idros - Sherif El-Masri - Masrezwan Masturi - Frédéric Mendy - Yasir Hanapi - Li Qiu - Sufian Anuar - Fajar Sarib - Nor Azli Yusoff - Asraf Rashid Trainer: Lee Lim-Saeng |